# 8 sotto un tetto
8 sotto un tetto (Family Matters) è una serie televisiva trasmessa originariamente negli USA dalla rete televisiva ABC dal settembre 1989 al maggio 1997. Successivamente la rete CBS lo trasmise dal settembre 1997 al luglio del 1998. La serie è uno spin-off di Balki e Larry - Due perfetti americani (Perfect Strangers).
In Italia è stato trasmesso dal 27 giugno 1994 su Canale 5 e Italia 1.

## Trama
Carl Winslow è un ufficiale della polizia di Chicago: inizialmente è un sergente, poi viene promosso a tenente ed infine diventa anche capitano. Vive insieme alla sua numerosa famiglia (la moglie Harriet, i figli Edward, Laura e Judith, la madre Estelle, la cognata Rachel e il nipote Richard) in una grande casa in periferia. Ma il personaggio probabilmente più conosciuto della serie è il loro vicino di casa, Steve Urkel: questi è un pasticcione clamoroso, commette immancabilmente disastri ed è innamorato (non corrisposto) di Laura, figlia di Carl. Molto nota è la sua frase tipica: «Sono stato io a fare questo?», che dice ogni volta che combina un disastro. Il personaggio di Steve è stato introdotto solo dopo il 12º episodio, con apparizioni brevi e sporadiche; l'immediato gradimento da parte del pubblico convinse la produzione a incentrare di più l'attenzione sul giovane innamorato e combinaguai.

## Episodi
Originariamente, la serie è andata in onda negli Stati Uniti tra il 1989 e il 1998, ed è composta da 214 episodi suddivisi in nove stagioni, tra cui ve ne era uno speciale, della durata di un'ora, che nelle repliche successive, e nelle trasmissioni in Italia, è stato diviso in due parti, portando così il numero totale di episodi a 215.
In Italia la serie ha debuttato il 27 giugno 1994 su Canale 5, partendo dall'episodio 13; gli episodi 1-12 e 19-21 della prima stagione verranno trasmessi in prima TV dal 26 gennaio al 18 febbraio 1998 su Italia 1.
| Stagione         | Episodi | Prima TV USA | Prima TV Italia |
| ---------------- | ------- | ------------ | --------------- |
| Prima stagione   | 22      | 1989-1990    | 1994-1998       |
| Seconda stagione | 25      | 1990-1991    | 1994            |
| Terza stagione   | 25      | 1991-1992    | 1994            |
| Quarta stagione  | 24      | 1992-1993    | 1996            |
| Quinta stagione  | 24      | 1993-1994    | 1996            |
| Sesta stagione   | 25      | 1994-1995    | 1997            |
| Settima stagione | 24      | 1995-1996    | 1997            |
| Ottava stagione  | 24      | 1996-1997    | 1998            |
| Nona stagione    | 22      | 1997-1998    | 1999            |

## Personaggi
I vari personaggi sono fortemente caratterizzati e finiscono per ricoprire dei ruoli ben definiti di puntata in puntata, come spesso accade nelle piccole saghe familiari all'americana.

### Personaggi principali
- Carl Winslow, interpretato da Reginald VelJohnson, doppiato da Franco Zucca.
 Un corpulento poliziotto, amante del lavoro e molto dedito alla famiglia. Piuttosto burbero e intransigente, si rivela però anche tenero e comprensivo, ad esempio nella gestione dei figli adolescenti Laura e Eddie, e paziente con il pasticcione e invadente Steve. Nonostante Steve lo irriti di continuo (spesso causando danni alla sua casa), Carl gli vuole comunque bene, e alla fine della serie Steve finirà per diventare suo genero. All'inizio della serie è sergente, poi diventerà tenente e infine capitano. È l'unico personaggio a comparire in tutti gli episodi.
- Harriet Baines-Winslow, interpretata da Jo Marie Payton (ep. 1x01-9x11) e da Judyann Elder (ep. 9x14-9x22), doppiata da Paila Pavese.
 La classica mamma, sempre affaccendata in casa e nella gestione dei figli. Non è però affatto sottomessa al marito: sembra anzi essere l'unica a tenere testa a Carl, riuscendo spesso a risultare come l'elemento forte della coppia. Dice sempre quello che pensa, anche in modo critico, ma è quasi sempre la persona più ragionevole di casa.
- Steve Urkel, interpretato da Jaleel White, doppiato da Monica Ward.
 Inizialmente personaggio secondario, diventa ben presto il vero protagonista della serie. Vicino di casa dei Winslow, stringe un forte rapporto con ognuno dei membri della famiglia, finendo per trasferirsi nella grande casa quando i suoi genitori si trasferiscono in Russia. Tollerato da Carl (soprannominato da lui "ragazzone"), che gli impartisce comiche "lezioni di vita", benvoluto da nonna Estelle e Richard e preso in simpatia da Eddie, Steve è perdutamente innamorato di Laura: i suoi maldestri tentativi di attirare l'attenzione della ragazza, che immancabilmente sfociano in qualche disastro, costituiscono il leit-motiv della serie. Steve, nato il 25 luglio 1976, è comico nell'aspetto e nel vestire (porta grandi occhiali da vista che son sempre lì per cascargli dal naso, pantaloni corti alle caviglie e alti in vita tenuti su da stravaganti bretelle e magliette dai colori improbabili) e persino la sua voce stridula e nasale lo rende ridicolo. Ha il potere di rompere qualsiasi cosa tocchi e i suoi piani per conquistare Laura fanno immancabilmente una pessima fine. Nonostante questo, è anche un ragazzo altruista, buono e gentile, e il suo genuino amore per la giovane Winslow lo porta a diventare il suo migliore amico e "spalla". I suoi genitori non appaiono mai, ma dai racconti di Steve, è chiaro che non lo sopportano e cercano sempre di stare lontani da lui. Adora ballare la polka e cantare lo yodel, è un grande appassionato di insetti e un bravo suonatore di fisarmonica ed è goloso di formaggio. Possiede una grande forza interiore che gli permette di sopportare le prese in giro, anche se a volte si chiude in se stesso finché non riceve delle scuse. Molto intelligente e abile in campo scientifico e tecnologico, crea numerose invenzioni nel corso della serie, tra cui una versione robot di sé stesso, una macchina per il teletrasporto, e il suo alter-ego sexy Stefan. Nell'ultima stagione lavorerà molto su stesso, diventando meno imbranato e cambiando un po' il suo aspetto. In questo modo, riuscirà a fidanzarsi e a sposarsi con Laura.
- Rachel Baines-Crawford, interpretata da Telma Hopkins, doppiata da Alessandra Korompay.
 La sorella più giovane di Harriette. Trovandosi in difficoltà, con un bambino ancora piccolo da crescere da sola dopo la morte di suo marito, va a vivere a casa Winslow partecipando attivamente alla vita della famiglia, diventando in particolare "complice" di Laura. Durante la prima stagione, cerca di sfondare come scrittrice. Successivamente prenderà in gestione un bar/tavola calda coinvolgendo un po' tutti i parenti (Laura, Eddie, Steve e Waldo vi lavorano come camerieri), riuscendo così ad emanciparsi e a realizzarsi in ambito lavorativo. È un'ottima cantante e pur essendo molto spesso alla ricerca di un uomo, non ha mai superato il lutto per la perdita del marito. A causa degli impegni dell'attrice, il personaggio appare sempre meno nel corso della serie, pur continuando ad essere considerata un'inquilina di casa Winslow insieme al figlio. Riapparirà poche volte come guest nella sesta e nona stagione.
- Estelle Winslow-Thomas, interpretata da Rosetta LeNoire, doppiata da Mirella Pace.
 L'anziana e saggia madre di Carl, che non manca mai di dare un buon consiglio, sempre con una dose abbondante di ironia e sarcasmo. Dimostra particolare benevolenza e affetto verso Steve, che spesso la chiama "Estelle, my Belle". Si sposerà con l'affascinante Fletcher Thomas.
- Eddie Winslow, interpretato da Darius McCrary, doppiato da Francesco Bulckaen.
 Il figlio maggiore e unico maschio. Nato il 28 gennaio 1974 sul divano di casa, viene dipinto come un ragazzo di buon cuore e di sani principi, ma un po' immaturo, svogliato, mediocre nello studio, e incline a lasciarsi mettere nei guai dagli amici, tra cui Rodney (nelle prime due stagioni), Waldo, Faina e Steve, soprattutto quando si tratta di ragazze. Maturerà molto nel corso della serie, rendendo Carl sempre più orgoglioso di lui, soprattutto quando deciderà di diventare poliziotto come lui. Molto alto e atletico, ha avuto molte ragazze e spesso se ne vanta, ma finisce per innamorarsi di Greta nelle ultime stagioni ed è un ottimo cantante.
- Laura Lee Winslow, interpretata da Kellie Shanygne Williams, doppiata da Monica Bertolotti.
 La seconda figlia. Nata a Chicago il 29 novembre 1976, è la ragazza ideale: bella, intelligente, responsabile, matura e molto popolare, una vera leader con ottimi voti e tanti corteggiatori. Oggetto costante delle attenzioni di Steve, rifiuta costantemente le sue avance ma presto si abituerà all'ingombrante presenza dell'amico arrivando a risultarne persino gelosa. Carl e Harriette si scontreranno spesso sulla sua educazione, ma Laura dimostrerà sempre di avere la testa sulle spalle, soprattutto quando deciderà di rinunciare temporaneamente a Harvard per non far spendere a loro troppi soldi. Nel corso della serie diventerà cheerleader. Aspira a diventare un avvocato. Nell'ultima stagione del telefilm, Laura si renderà conto di essere innamorata di Steve e accetterà la sua proposta di matrimonio.
- Judy Winslow, interpretata da Valerie Jones (solo ep. 1x01) e da Jaimee Foxworth (st. 1-4), doppiata da Paola Valentini (st. 1) e da Ilaria Latini (st. 2-4).
 La terza figlia. Appare pochissimo nella trama degli episodi, dove la si vede principalmente in compagnia del cuginetto Richie[senza fonte], e dopo la quarta stagione viene eliminata completamente dalla serie. Nessuna spiegazione viene data alla sua scomparsa e la storia va avanti come se i Winslow avessero solo due figli e Judy non fosse mai esistita.
- Richie Crawford, interpretato da Joseph e Julius Wright (st. 1) e da Bryton McClure (st. 2-9), doppiato da Laura Latini.
 Il figlio di Rachel e il più piccolo di casa: quando la serie inizia, è appena un neonato. Insieme a nonna Estelle è l'unico della famiglia a provare fin dall'inizio simpatia verso Steve. Non ha mai conosciuto suo padre Robert, morto prima della sua nascita, per questo vuole bene a suo zio Carl come a un padre. Verso la fine della serie, appare sempre meno, probabilmente è andato a vivere con la madre da un'altra parte.
- Waldo Geraldo Faldo, interpretato da Shawn Harrison, doppiato da Corrado Conforti.
 Il miglior amico di Eddie che, a partire dalla terza serie, frequenta spesso casa Winslow. Non certo di bell'aspetto, poco intelligente e sempliciotto, finisce spesso col cacciarsi nei guai coinvolgendo Eddie. Non di rado entrambi devono poi rivolgersi a Carl il quale, anche grazie al suo mestiere di poliziotto, sistema le cose. Nonostante il suo scarso acume, Waldo è un cuoco formidabile. Nelle sue prime apparizioni era amico di Willie, un bullo che maltrattava Steve, ma poi smette di frequentarlo. È assente nelle ultime due stagioni, perché si è trasferito per studiare cucina.
- Myra Monkhouse, interpretata da Michelle Thomas, doppiata da Maura Cenciarelli.
 Una ragazza vivace, brillante e attraente, ma molto ossessiva, che condivide molti interessi con Steve ed è follemente innamorata di lui. Pur sapendo che Steve non ha occhi che per Laura, Myra tenta in tutti i modi di conquistarlo, riuscendo in parte ad attrarlo a lei ma non a farlo innamorare. Viste le sue poche speranze con Laura, Steve decide di frequentare Myra per qualche anno, ma rompe con lei nell'ultima stagione per iniziare una vera storia con Laura. Consumata dalla gelosia, Myra cercherà ancora di ostacolare il loro rapporto.
- 3J, interpretato da Orlando Brown.
 Un bambino furbo e sfacciato senza una famiglia stabile, che conosce Steve quando gli assegnano il ruolo di fratello maggiore surrogato. Nelle ultime stagioni verrà adottato da Carl e Harriette e diventerà amico di Richie. Il suo vero nome è Jerry Jamal Jameson. Nel doppiaggio italiano viene chiamato Sticky nella sua prima apparizione, ma riprende il nome originale in tutte le altre.

### Personaggi secondari
- Maxine, interpretata da Cherie Johnson, doppiata da Francesca Fiorentini.
 La migliore amica di Laura, pur essendo un po' gelosa della sua popolarità con i ragazzi, perché ha la tendenza ad interessarsi alle persone sbagliate. Per buona parte della serie fa coppia con Waldo. Insieme a Laura, fa parte della squadra delle cheerleader. Aspira a diventare una parrucchiera.
- Ted Curran, interpretato da Patrick J. Dancy.
 Il fidanzato di Laura (e cugino di Myra) nella quarta stagione.
- Faina (Weasel), interpretato da Shavar Ross, doppiato da Stefano Onofri.
 Un amico di Eddie e Waldo, che spesso caccia nei guai proprio Eddie e compare nella quarta e quinta stagione.
- Tenente Murtaugh, interpretato da Barry Jenner.
 Il goffo e inaffidabile tenente di Carl nella seconda e terza stagione. Ha una cotta, non corrisposta, per Rachel. Si è fatto legalmente cambiare il nome in "Tenente" dopo la sua promozione e il suo nome originale è ignoto. Quando Carl viene promosso a tenente, prende il suo posto.
- Marion Savage, interpretato da Sherman Hemsley, doppiato da Enzo Garinei.
 Il capitano di Carl, compare in tutta la sesta stagione per poi scomparire nella settima stagione quando Carl viene anche promosso a capitano.
- Greta McClure, interpretata da Tammy Townsend, doppiata da Antonella Baldini.
 La ragazza di Eddie dalla sesta stagione in poi, figlia del capo di Eddie e Steve al fast food dove lavorano part-time, che è iperprotettivo con lei.
- Curtis Williams, interpretato da J. Lamont Pope.
 Uno dei ragazzi di Laura, appassionato di macchine da corsa. In seguito Laura rompe con lui in favore di Stefan e, qualche episodio più tardi, Curtis comincia ad uscire con Maxine.
- Stefàn Urquelle, interpretato da Jaleel White.
 L'alter-ego sexy di Steve, e il risultato di una delle sue invenzioni. Romantico, affascinante, e galante, fa innamorare Laura e quasi tutte le ragazze della sua scuola. Inizialmente è anche egocentrico, ma Steve in seguito riesce a miglioragli la personalità per trasformarsi in Stefan quando ne ha bisogno. Alla fine della settima stagione, Steve crea un clone di sé stesso e lo trasforma in Stefan, così che i due possano coesistere contemporaneamente e Stefan può iniziare una vera relazione con Laura, che però decidono di mantenere a distanza quando lui trova lavoro come modello a Parigi. Quando Laura sceglie di sposare Steve invece che Stefan, quest'ultimo esce di scena.
- Myrtle May Urkel, interpretata da Jaleel White.
 Cugina di Steve, ricca sfondata, innamorata pazza di Eddie e rivale di Greta per il suo amore. Si veste sempre in modo esagerato, ma è anche imbranata proprio come il cugino e spesso si comporta da pazza. Dopo aver cambiato il suo look per conquistare Eddie, ma con scarsi risultati, deciderà di lasciarlo perdere e di cercarsi un nuovo amore. Il suo nome è incoerente nel doppiaggio italiano: viene introdotta come Myrtle, negli episodi successivi cambia nome più volte (come Berta o Salomé) e poi riprende di nuovo il nome Myrtle.
- Rodney Beckett, interpretato da Randy Josselyn.
 Un amico di Eddie che compare solo nelle prime due stagioni.

## L'evoluzione dei personaggi
Sul finire della nona stagione l'attrice Jo Marie Payton abbandona la serie, sostituita così da Judyann Elder. Con una sempre maggior presenza a schermo di Steve Urkel, i produttori per ragioni di budget si videro costretti a ridurre le parti a schermo degli altri personaggi, finendo per tagliare completamente il personaggio di Judy Winslow a partire dalla quarta stagione.

## Sigla
La sigla della serie era inizialmente What a Wonderful World di Louis Armstrong; dopo cinque episodi è stata sostituita da As Days Go By di Jesse Frederick, Bennet Salvay e Scott Roeme.